# 戴壎
戴壎（?—?），字叔鵷，號叔鴻，福建漳州府長泰縣軍籍。明朝政治人物。

## 生平
萬曆四十年（1612年）壬子科福建鄉試舉人，萬曆四十四年（1616年）丙辰科進士，礼部觀政，四十六年四月授衢州府推官，天啓元年丁憂歸。三年起補饒州府推官，四年本省同考，本年升户部主事，七年管滸墅鈔關，崇祯元年升员外郎，丁憂歸。崇祯四年起補户部山西司员外郎。

## 家族
曾祖戴子蒙，贈兵部尚書。祖父戴朝錦，贈工部尚書。父戴燿，隆慶二年戊辰进士，都察院右都御史总督两广、兵部尚書。